# Naturdenkmal Kalkfelsrippen am nördlichen Hömberg
Das Naturdenkmal Kalkfelsrippen am nördlichen Hömberg liegt südlich von Ainkhausen im Stadtgebiet von Arnsberg und hat eine Größe von 0,17 ha. Das Gebiet wurde 1998 mit dem Landschaftsplan Arnsberg durch den Kreistag vom Hochsauerlandkreis als Naturdenkmal (ND) ausgewiesen.
Es handelt sich um Kalkfelsrippen im Buchenwald am Hang des Hömberges. Die Felsen sind zwei bis vier Meter hoch und mit Moosen und Kleinfarmen bewachsen.
Im ND ist es verboten nicht von Natur aus heimische Baumarten zu pflanzen.
Das ND wurde ausgewiesen zur Erhaltung dieses wertvollen Gesteinsbiotops sowie als geowissenschaftliches Objekt.